# Pedro Genové Colomer
Pedro Genové Colomer (El Masnou, Maresme, 19 de junio de 1834 – Barcelona, 6 de junio de 1900) fue un farmacéutico y político español, regidor del Ayuntamiento de Barcelona y diputado provincial.
Hijo del carpintero de barcos Pere Genové, de Barcelona, y de María Colomer, de Alella. Bachiller en filosofía el 1854 y en farmacia el 1858. Colaboró con el Centro Escolar Catalanista. El 1865 era miembro del Colegio de Farmacéuticos, del cual sería síndico clasificador. Fue vocal del Colegio Oficial de Farmacéuticos de Barcelona en 1898. Defendió la colegiación obligatoria y propugnó la fundación de laboratorios químicos. Ejerció como farmacéutico de oficina y laboratorio. El 1891 ingresó en la Real Academia de Medicina con el discurso "Ejercicio de la farmacia como función social", que fue respondido por Eduard Bertran y Rubio.
Casado con Cecília Soler Forte, de Villanueva y Geltrú su hijo Pedro Genové y Soler también fue farmacéutico y miembro de la Real Academia de Medicina.
En el Masnou se construyó una casa con jardines denominada Can Genové. Los jardines son del arquitecto Gaietà Buïgas y Monravà y eran conocidos por el nombre de Nido Florido. En Barcelona tuvo una farmacia y laboratorio ubicado en la Rambla de las Flores en un edificio modernista del arquitecto Enric Sagnier y Villavecchia llamado Casa Doctor Genové.
Está enterrado en el cementerio del Masnou, donde se  construyó un panteón. En el año de 1967 el Ayuntamiento de El Masnou le dedicó una calle llamada "calle del doctor Pere Genové".